# It's a Party
"It's a Party" é uma canção de Busta Rhymes, lançada como o segundo compacto do seu álbum de estreia The Coming. A canção foi feita com Zhané e produzida por Easy Mo Bee. Este single chegou a #52 na Billboard Hot 100. "It's a Party" também tem um video clipe dirigido por Marcus Raboy. O lado B tem outra canção de The Coming, "Ill Vibe".